# Hebeloma araneosa
Hebeloma araneosa är en svampart som beskrevs av Burds. 1986. Hebeloma araneosa ingår i släktet fränskivlingar och familjen Strophariaceae.   Inga underarter finns listade i Catalogue of Life.